# Kanton Toulouse-13

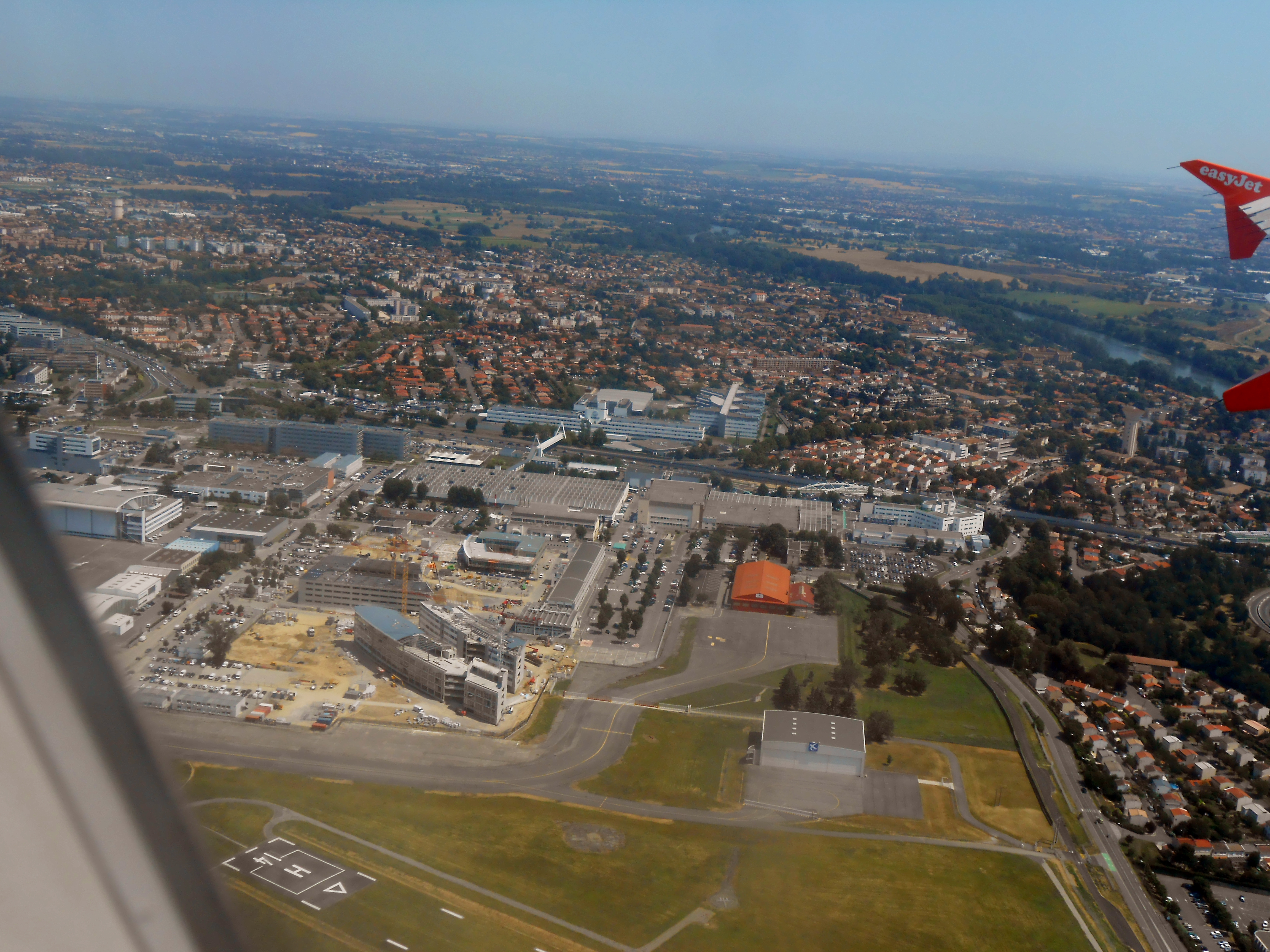
Saint-Martin du Touch

Der Kanton Toulouse-13 war von 1973 bis 2015 ein französischer Wahlkreis im Arrondissement Toulouse, im Département Haute-Garonne und in der Region Midi-Pyrénées; sein Hauptort war Toulouse.
Der Kanton Toulouse-13 hatte am 1. Januar 2012 49.088 Einwohner.
Der Kanton bestand aus einem Teil der Stadt Toulouse und einer weiteren Gemeinde:
| Gemeinde  | Einwohner Jahr | Fläche km² | Bevölkerungsdichte | Code INSEE | Postleitzahl |
| --------- | -------------- | ---------- | ------------------ | ---------- | ------------ |
| Colomiers | 38.302 (2013)  | –          | – Einw./km²        | 31149      | 31770        |

- sowie den Stadtvierteln Ancely und Saint-Martin du Touch von Toulouse